# Teodora Paleóloga Sinadena
Teodora Paleóloga Sinadena (em grego: Θεοδώρα Παλαιολογίνα Συναδηνή; romaniz.: Theodóra Palaiologína Synadiné) foi a filha de Constantino Ângelo Comneno Ducas Paleólogo e Irene Comnena Lascarina Branena. Através de seu pai, ela foi a meia-sobrinha do imperador bizantino Miguel VIII Paleólogo. Tanto seu pai como sua mãe morreram quando ela era jovem e solteira, após o qual ela foi criada sob a tutela de seu meio-tio paterno, o imperador Miguel VIII. Algum tempo depois de ter sido levada por seu meio-tio, Teodora casou-se com um nobre bizantino chamado João Ângelo Ducas Sinadeno, com quem teve quatro filhos:
- João Sinadeno,[3] grande conostaulo.[4][5] Casou-se com Tomasina Comnena Ducena Lascarina Cantacuzena Paleóloga.[6]
- Eufrosina Sinadeno,[7] que foi prometida para se tornar uma monja desde a infância, e foi a segunda fundadora de Bebaia Élpis junto com sua mãe.[8][9]
- Uma filha de nome desconhecido, que certa vez foi considerada como possível noiva para o tsar búlgaro Teodoro Esfendóstlabo.[10]
- Teodoro Sinadeno,[3] protoestrator, ele desempenhou papel principal nas guerras civis bizantinas na primeira metade do século XIV.[11][12] Casou-se com Eudóxia Ducas Muzaciaina.[13]

Pouco tempo depois da morte de seu marido decidiu criar o convento de Bebaia Élpis ("esperança certa") em Constantinopla, trazendo sua filha Eufrosina junto co ela. Em algum momento do século XIV, ela escreveu o Tipicon de Bebaia Élpis. O ano exato de sua morte é desconhecido, embora certamente seja no século XIV.